# Lothar Hofmann
Lothar Theodor Hofmann (* 16. Februar 1903 in Leipzig; † 1989 in Kopenhagen) war ein deutscher politischer Funktionär (KPD).

## Leben und Tätigkeit
Hofmann war der Sohn eines Oberlehrers. Nach dem Besuch des Gymnasiums und einer Banklehre ließ er sich 1925 in Hamburg nieder. Politisch war er seit 1925 in der KPD organisiert.
Seit 1929 war Hofmann in der Handelsvertretung der Sowjetunion und bei der Marxistischen Arbeiterschule (MASCH) in Hamburg tätig. 1930 wurde er in den Militärischen Apparat der KPD aufgenommen. In den folgenden Jahren war er mit der Durchführung von Militärspionage für die Partei befasst und unterhielt Verbindungen zum sowjetischen Nachrichtendienst. 1932 wurde er zu vier Jahren Zuchthaus verurteilt, kam aber infolge der politischen Amnestie vom Dezember 1932 wieder in Freiheit.
1933 emigrierte Hofmann nach Dänemark. Dort war er von April 1933 bis Mai 1934 in der Grenzarbeit tätig. Es folgten drei Monate Abwehrarbeit in Kopenhagen, bevor er nach Paris ging. Von wurde er von dem Chef des KPD-Nachrichtendienstes Hans Kippenberger nach Moskau zur Schulung geschickt. Zuvor hatte er als Sonderauftrag die Untersuchung des Falles Albert Fleischer vom Militärapparat übernommen.
Von November 1934 bis August 1935 besuchte Hofmann die M-Schule in Moskau (Deckname Willi Schumann). Während dieser Zeit war er auch Gast der VII. Weltkongresses der Kommunistischen Internationale. Es folgte die Teilnahme an einem Übergangslehrgang der Westuniversität in Moskau. Anschließend arbeitete Hofmann als Schlosser in einer Moskauer Auto-Traktorenfabrik.
1937 ging Hofmann nach Spanien, wo er in der Auslandsabteilung des militärischen Geheimdienstes Servicio de Investigación Militar (SIM) arbeitete. Im Mai 1939 wurde Hofmann von Franz Dahlem nach Dänemark geschickt (Deckname Erich Langer). Dort war er Mitglied der engeren Leitung der KPD-Abschnittsleitung Nord unter Kurt Adam. 
Von den nationalsozialistischen Polizeiorganen wurde Hofmann nach seiner Emigration als Staatsfeind eingestuft: Um 1938 wurde seine Ausbürgerung im Reichsanzeiger bekannt gegeben. Im Frühjahr 1940 setzte das Reichssicherheitshauptamt in Berlin ihn auf die Sonderfahndungsliste G.B., ein Verzeichnis von Personen, die im Falle einer erfolgreichen Invasion und Besetzung der britischen Inseln durch die Wehrmacht von den Besatzungstruppen nachfolgenden Sonderkommandos der SS mit besonderer Priorität ausfindig gemacht und verhaftet werden sollten.
Am 19. Mai 1941 wurde er von den deutschen Besatzungsbehörden verhaftet und ins Reich verbracht. Dort wurde er am 5. Januar 1943 zum Tode verurteilt. Nach Juli 1943 wurde Hofmann Auskunftsperson der Gestapo, vor allem zur Rekonstruktion der bei einem Luftangriff zerstörten Personen- und Suchkartei der Stapo Hamburg. Im Gegenzug für seine Kooperation wurde sein Todesurteil in eine Haftstrafe umgewandelt.
Am 13. Februar 1945 wurde die Vollstreckung des Todesurteils gegen Hofmann angeordnet. Die Hamburger Gestapo bewahrte ihre Auskunftsperson, ebenso wie Paul Helms und Heinrich Wiatrek, vor der großen Mordaktion vom April 1945, in deren Zuge im KZ Neuengamme einundsiebzig Widerstandskämpfer hingerichtet wurden, indem sie sich die drei am Tag zuvor überstellen ließ. Wenige Tage später kam er bedingt durch das Kriegsende in Freiheit.
Nach dem Ende des Zweiten Weltkriegs meldete Hofmann sich bei der KPD in Hamburg. Politisch hat er sich aber nicht mehr betätigt, sondern arbeitete bis 1947 in einem mittelständischen Betrieb in Horneburg. Danach ging er erneut nach Kopenhagen, wo er in einem Reisebüro arbeitete.